# 科爾斯維爾 (馬里蘭州)
科爾斯維爾（英語：Colesville）是位於美國馬里蘭州蒙哥馬利縣的一個普查規定居民點。

## 人口
根據2020年美國人口普查的數據，科爾斯維爾的面積為13.28平方千米，當中陸地面積為13.25平方千米，而水域面積為0.03平方千米。當地共有人口15421人，而人口密度為每平方千米1,161.22人。